# The Ivory Hunters
Albums de Bill Evans et Bob Brookmeyer
Everybody Digs Bill Evans
(1959) Portrait in Jazz
(1959)
The Ivory Hunters : Double Barrelled Piano est un album du pianiste de jazz Bill Evans et du tromboniste (ici au piano) Bob Brookmeyer enregistré en mars 1959 et paru sur le label United Artists. La section rythmique est formée par Percy Heath à la contrebasse et par Connie Kay à la batterie.

## Genèse de l'album
La présence de deux pianos est une particularité de cet album. L'idée de ce duo provient de l'« excentrique » producteur de United Artists, Jack Lewis. De plus, Bob Brookmeyer est davantage un spécialiste du trombone à pistons qu'un pianiste et se qualifie lui-même de « pianiste amateur »,.
La veille de l'enregistrement, le 11 mars, Brookmeyer et Evans jouaient en studio accompagnés par le contrebassiste Wilbur Ware et le batteur Elvin Jones. Brookemeyer jouant à cette occasion du trombone. Pour se détendre à la fin de l'enregistrement, Brookemeyer et Evans se mettent au piano et jouent « à quatre mains » les morceaux Whispering et Groovin' High. Le lendemain, Evans et Brookmeyer ont eu la surprise de voir au studio deux pianos et de nouveaux accompagnateurs, Percy Heath et Connie Kay,.

## Enregistrement
La session d'enregistrement a lieu le 12 mars 1959 à New York pour le label United Artists sous la référence UAL 4004,.
| Musicien       | Instrument  |  | Équipe technique |              |
| -------------- | ----------- |  | ---------------- | ------------ |
| Bill Evans     | piano       |  | Jack Lewis       | producteur   |
| Bob Brookmeyer | piano       |  | Dick Olmsted     | ingénieur    |
| Percy Heath    | contrebasse |  | Pete Welding     | liner notes  |
| Connie Kay     | batterie    |  | Melvin Sokolsky  | photographie |

## Titres de l’album
| N°     | Titre                    | Compositeur                    | Durée |
| ------ | ------------------------ | ------------------------------ | ----- |
| Face 1 |                          |                                |       |
| 1.     | Honeysuckle Rose         | Fats Waller, Andy Razaf        | 5:55  |
| 2.     | As Time Goes By          | Herman Hupfeld                 | 6:58  |
| 3.     | The Way You Look Tonight | Jerome Kern, Dorothy Fields    | 7:41  |
| Face 2 |                          |                                |       |
| 4.     | It Could Happen to You   | Jimmy Van Heusen, Johnny Burke | 7:28  |
| 5.     | The Man I love           | George Gershwin, Ira Gershwin  | 5:58  |
| 6.     | I Got Rhythm             | George Gershwin                | 8:34  |

## Réception
La critique de l'album par Michael G. Nastos sur AllMusic mentionne à propos du choix de présenter deux pianistes sur cet album que « coupler une star montante du jazz moderne avec un homme connu pour jouer du trombone à pistons et comme arrangeur aurait pu être considéré par certains comme un choix hasardeux. Heureusement pour les pianistes, c'était une bonne idée et un concept merveilleux ». Il ajoute également au sujet du résultat obtenu que « pour l'auditeur, il est facile d'entendre la différence entre le leader manifeste Evans sur la partie droite du canal de la séparation stéréo et l'accompagnateur Brookmeyer sur la gauche ». Il conclut en disant que d'une façon générale « certains aurait davantage appelé cette prouesse un « gimmick » et une mise en scène, mais si vous acceptez d'écouter attentivement, la profondeur et le contenu créé par Evans et Brookmeyer, apporte beaucoup de soul, d'invention et les musiciens ont tout simplement passé un très bon moment. Il serait intéressant d'écouter des prises alternatives issues de cette merveilleuse rencontre. ».